# Ravinia lherminieri
Ravinia lherminieri är en tvåvingeart som först beskrevs av Robineau-desvoidy 1830.  Ravinia lherminieri ingår i släktet Ravinia och familjen köttflugor. Inga underarter finns listade i Catalogue of Life.